# Adelphicos daryi
Adelphicos daryi är en ormart som beskrevs av Campbell och Ford 1982. Adelphicos daryi ingår i släktet Adelphicos och familjen snokar. IUCN kategoriserar arten globalt som starkt hotad.
Artens utbredningsområde är Guatemala. Den lever i en mindre region i landets sydcentrala högland vid 1300 till 2130 meter över havet. Habitatet utgörs av blandskogar och dessutom besöks odlingsmark. Individerna lever främst underjordiska och de är nattaktiva.
Inga underarter finns listade i Catalogue of Life.